# Miguel de las Cuevas
Miguel Ángel de las Cuevas Barberá, noto come Miguel de las Cuevas (Alicante, 19 giugno 1986), è un ex calciatore spagnolo, di ruolo centrocampista.

## Carriera

### Gli inizi
Nato a Alicante, Comunità Valenciana, de las Cuevas ha iniziato la sua carriera professionale nella squadra della sua città natale, l'Hércules CF, in terza divisione. Nella stagione 2004-05, è stato determinante con i valenciani, ottenendo la promozione in seconda divisione dopo sei anni di assenza.

### Atletico Madrid
Nel 2006-07, de las Cuevas ha firmato per Atlético de Madrid. Nel corso del precampionato, il 13 agosto, nel Trofeo Teresa Herrera, contro il Nacional de Montevideo, ha subito un serio infortunio alla caviglia, che lo ha tenuto fuori gioco per più di un anno.
Il 12 dicembre 2007, de las Cuevas ha finalmente fatto il suo debutto per i Colchoneros, giocando il secondo tempo nella partita di Coppa di Spagna giocata fuori casa con il Granada 74 CF sostituendo Diego Forlán. È apparso in 13 partite di Liga con il club alla sua prima stagione dopo il ritorno da un infortunio, 12 volte da sostituto. Nella stagione 2008-2009 disputa più incontri in campionato trovando maggiormente spazio con l'allenatore Javier Aguirre.

### Sporting Gijón e Osasuna
Il 25 giugno 2009, dopo aver giocato poco con l'Atlético, de las Cuevas si trasferì allo Sporting de Gijón sulla base di un contratto quadriennale. Tuttavia, l'Atlético mantenne la possibilità di comprarlo nei primi tre. Nella prima stagione disputa 37 partite e mette a segno 8 gol rivelandosi determinante per la salvezza della squadra asturiana. La stagione 2009-2010 è stata quella della svolta, al secondo posto tra i marcatori della squadra, andando a segno contro il Maiorca (4-1), Athletic Bilbao (2-1, fuori casa) e contro l'Atlético Madrid, sua ex-squadra (1-1), gol che garantì agli astuariani la permanenza nella massima serie, l'8 maggio 2010.
Ancora sotto la direzione di Manuel Preciado, de las Cuevas è stato di nuovo un titolare indiscusso per il Gijón nella stagione 2010-11. Il 2 aprile 2011, ha segnato l'unico gol della partita vinta per 0-1 contro il Real Madrid al Santiago Bernabéu, terminando la serie di risultati utili casalinghi nei campionati nazionali di José Mourinho (che durava da nove anni, 150 partite). Ha mancato una sola partita di campionato, realizzando altri 6 gol stagionali. Nelle due successive stagioni il suo contributo in zona reti diminuisce e chiude la stagione 2011-2012 con 3 reti e conseguente retrocessione dello Sporting. In Segunda Division nella stagione 2012-2013 sigla solamente una rete fino a gennaio.
Il 10 dello stesso mese passa all'Osasuna.

### Spezia
Il 30 gennaio 2015 firma un contratto con lo Spezia. Segna il suo primo gol in maglia bianca nella partita contro la Pro Vercelli dove segna il gol del momentaneo 4-2 per la formazione di casa.
Il 28 settembre 2015, dopo un controllo in seguito ad una botta ricevuta nel match di Serie B Livorno-Spezia, gli viene riscontrato una grave malattia al muscolo cardiaco, chiamata Forame ovale pervio.
Il 1º febbraio 2016 la società comunica di aver rescisso il contratto con il calciatore.

## Statistiche

### Presenze e reti nei club
Statistiche aggiornate al 1º febbraio 2016.
| Stagione               | Squadra                | Campionato             | Campionato | Campionato | Coppe nazionali | Coppe nazionali | Coppe nazionali | Coppe continentali | Coppe continentali | Coppe continentali | Altre coppe | Altre coppe | Altre coppe | totale | totale | totale |
| Stagione               | Squadra                | Comp                   | Pres       | Reti       | Comp            | Pres            | Reti            | Comp               | Pres               | Reti               | Comp        | Pres        | Reti        | Pres   | Reti   |        |
| ---------------------- | ---------------------- | ---------------------- | ---------- | ---------- | --------------- | --------------- | --------------- | ------------------ | ------------------ | ------------------ | ----------- | ----------- | ----------- | ------ | ------ | ------ |
| 2004-2005              | Hércules               | SDB                    | ?          | ?          | CR              | ?               | ?               | -                  | -                  | -                  | -           | -           | -           | ?      | ?      |        |
| 2005-2006              | Hércules               | SD                     | ?          | ?          | CR              | ?               | ?               | -                  | -                  | -                  | -           | -           | -           | ?      | ?      |        |
| Totale Hércules        | Totale Hércules        | Totale Hércules        | 69         | 3          |                 | ?               | ?               |                    | -                  | -                  |             | -           | -           | 69+    | 3+     |        |
| 2006-2007              | Atlético Madrid        | PD                     | 0          | 0          | CR              | 0               | 0               | CI                 | 0                  | 0                  | -           | -           | -           | ?      | ?      |        |
| 2007-2008              | Atlético Madrid        | PD                     | 13         | 0          | CR              | 5               | 1               | CU                 | 2                  | 0                  | -           | -           | -           | 20     | 1      |        |
| 2008-2009              | Atlético Madrid        | PD                     | 11         | 0          | CR              | 4               | 0               | CU                 | 5                  | 0                  | -           | -           | -           | 20     | 0      |        |
| Totale Atlético Madrid | Totale Atlético Madrid | Totale Atlético Madrid | 24         | 0          |                 | 9               | 1               |                    | 7                  | 0                  |             | -           | -           | 40     | 1      |        |
| 2009-2010              | Sporting Gijón         | PD                     | 37         | 8          | CR              | 2               | 0               | -                  | -                  | -                  | -           | -           | -           | 39     | 8      |        |
| 2010-2011              | Sporting Gijón         | PD                     | 37         | 6          | CR              | 1               | 0               | -                  | -                  | -                  | -           | -           | -           | 38     | 6      |        |
| 2011-2012              | Sporting Gijón         | PD                     | 35         | 3          | CR              | 1               | 0               | -                  | -                  | -                  | -           | -           | -           | 36     | 3      |        |
| 2012-gen.2013          | Sporting Gijón         | SD                     | 12         | 1          | CR              | 2               | 0               | -                  | -                  | -                  | -           | -           | -           | 36     | 3      |        |
| Totale Sporting Gijón  | Totale Sporting Gijón  | Totale Sporting Gijón  | 60         | 5          |                 | 2               | 0               |                    | -                  | -                  |             | -           | -           | 62     | 5      |        |
| gen.-giu. 2013         | Osasuna                | PD                     | 16         | 1          | CR              | 0               | 0               | -                  | -                  | -                  | -           | -           | -           | 16     | 1      |        |
| 2013-2014              | Osasuna                | PD                     | 24         | 0          | CR              | 2               | 0               | -                  | -                  | -                  | -           | -           | -           | 26     | 0      |        |
| 2014-gen.2015          | Osasuna                | SD                     | 20         | 4          | CR              | 0               | 0               | -                  | -                  | -                  | -           | -           | -           | 20     | 4      |        |
| feb.-giu. 2015         | Spezia                 | B                      | 13+1       | 1          | CI              | 0               | 0               | -                  | -                  | -                  | -           | -           | -           | 14     | 1      |        |
| 2015-feb. 2016         | Spezia                 | B                      | 2          | 1          | CI              | 2               | 0               | -                  | -                  | -                  | -           | -           | -           | 4      | 1      |        |
| Totale Spezia          | Totale Spezia          | Totale Spezia          | 15+1       | 2          |                 | 2               | 0               |                    | -                  | -                  |             | -           | -           | 18     | 2      |        |
| feb. 2016-             | Osasuna                | SD                     | 14+4       | 1          | CR              | -               | -               | -                  | -                  | -                  | -           | -           | -           | 18     | 1      |        |
| Totale Osasuna         | Totale Osasuna         | Totale Osasuna         | 60         | 18         |                 | 6               | 0               |                    | -                  | -                  |             | -           | -           | 127    | 18     |        |
| Totale carriera        | Totale carriera        | Totale carriera        | 220        | 25         |                 | 19              | 1               |                    | 7                  | 0                  |             | -           | -           | 246    | 26     |        |

## Palmarès

### Club

#### Competizioni nazionali
- Copa Federación de España: 1

Córdoba: 2021